# FMK
FMK (tidigare Försvarets motorklubb) är en motororganisationen som säger sig vilja främja en säkrare, miljövänligare och billigare bilism. Organisationen är medlem i NTF. FMK har ca 40 000 medlemmar.